# Friedrich-Ebert-Straße (Bremen)

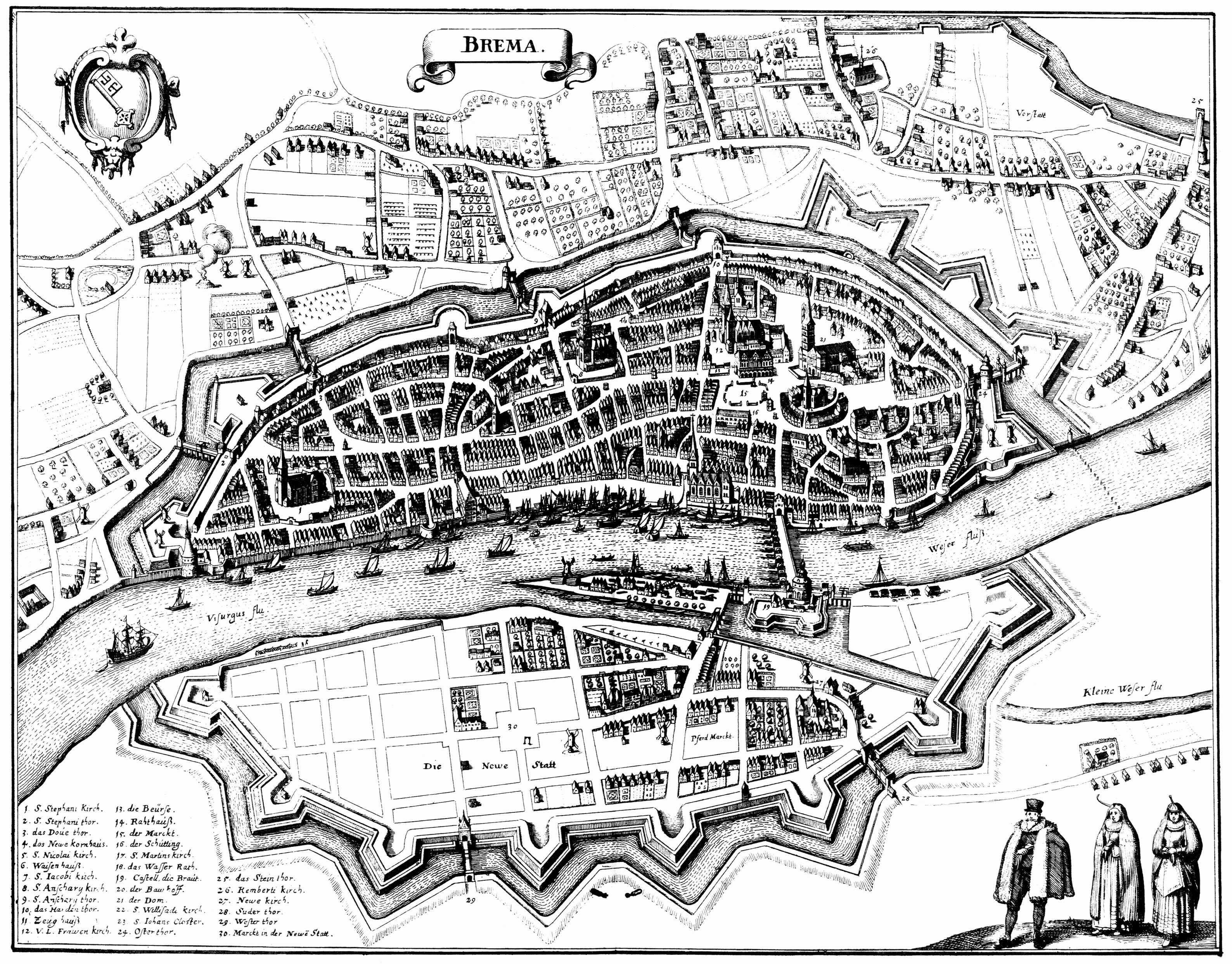
Merianplan von 1641, südlich der Weser die Bremer-Neustadt

Die Friedrich-Ebert-Straße ist eine Hauptstraße in Nord-Süd-Richtung in der Bremer Neustadt (Bremen). Sie ist eine der drei zentralen Hauptstraßen, die von der Neustadt zum Stadtzentrum führen. Sie führt von der Wilhelm-Kaisen-Brücke vorbei am Teerhof zur Neuenlander Straße/Flughafendamm.
Die Querstraßen wurden u. a. benannt nach Bäumen und Flüssen sowie als Am Deich nach dem Weserdeich, Sankt-Pauli-Deich nach der St. Pauli-Kirche von 1682 bis 1944, Osterstraße nach der östlichen Lage der Straße, Große Johannisstraße nach dem Namen Johann oder auch nach einem Heiligen Johannes, Neustadtswall und Neustadtscontrescarpe nach der Bremer Stadtbefestigung und ihrem Wall in der Neustadt von um 1620 sowie Gastfeldstraße nach dem niederdeutschen Wort für Gerstenfeld; ansonsten siehe beim Link zu den Straßen.

## Geschichte

### Namen

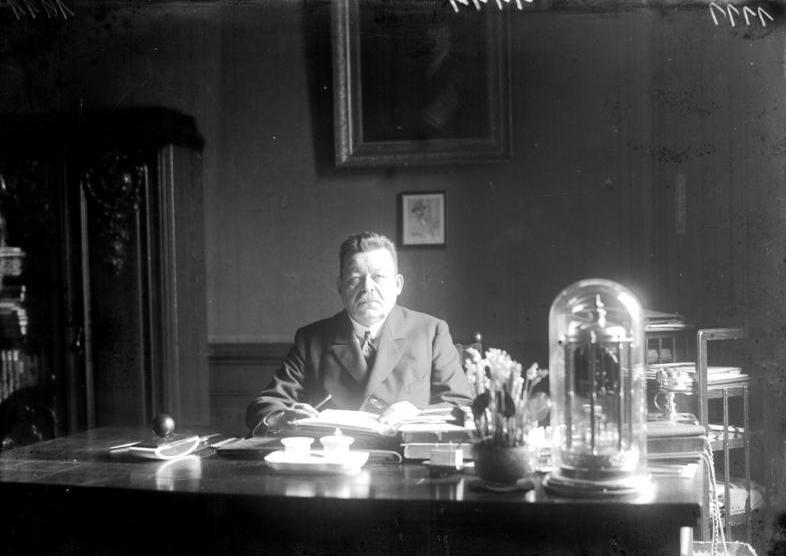
Reichspräsident Friedrich Ebert

Seit 1945 ist die Straße nach dem ersten gewählten Reichspräsidenten Friedrich Ebert benannt. Ebert wohnte von 1891 bis 1906 in der Bremer Neustadt. Hier begann sein politischer Aufstieg als Sozialdemokrat, Gewerkschafter, Redakteur bei der Bremer Bürger-Zeitung sowie Mitglied und SPD-Fraktionsvorsitzender der Bremischen Bürgerschaft. Nach seiner Bremenzeit wurde er danach Parteisekretär (1906), Reichstagsmitglied (1912) und Parteivorsitzender (1913) der SPD. In Deutschland gibt es sehr viele Straßen mit dem Namen von Ebert.
Die Straße hatte vorher verschiedene Namen:
- Der nördliche Teil der Straße wurde nördlich des Leibnizplatzes bereits vor 1905 gebaut und trug den Namen „Brückenstraße“[1], weil es sich um die Verlängerung der Großen Weserbrücke handelte.
- Der Hauptteil der Straße wurde um 1914 gebaut und als „Meterstraße“ benannt. Um 1927 hieß sie „Rathenaustraße“ nach dem 1922 ermordeten Walther Rathenau[2]. In der Zeit des Nationalsozialismus hieß sie „Richthofenstraße“, nach dem Jagdflieger im Ersten Weltkrieg Manfred von Richthofen († 1918).
- Der ehemalige Südteil der Straße hieß in der Zeit des Nationalsozialismus erst Hauptmann-Göring-Straße[3] und dann Hermann-Göring-Straße.

1945 wurden diese drei Straßen zur Friedrich-Ebert-Straße zusammengefasst. Die Hausnummern blieben dabei nur für die Brückenstraße erhalten. 1954 wurde der südliche Teil der Straße, der zum Flughafen führte, wieder abgetrennt und erhielt den Namen Flughafendamm.

### Entstehung der Neustadt bis 1800
Im 17. Jahrhundert musste die Bremer Stadtbefestigung aus wehrtechnischen Gründen umgestaltet und ausgebaut werden. Die Bremer Neustadt wurde zunächst weniger aus Platzbedarf angelegt, sondern um Bremen auch am linken Weserufer durch Befestigungsanlagen zu schützen.
Nur schleppend wurde die Alte Neustadt besiedelt. Der größere Flächenanteil blieb noch längere Zeit Gartenland und jenseits der Befestigungen Wiesen und Ackerland.
In der Alten Neustadt entstand im 17./18. Jahrhundert der Straßenzug Pferdegang gefolgt von der Rolandsstraße, welcher zum Schwarzpottwall führte. Diese Straßen lagen westlich von der heutigen Friedrich-Ebert-Straße.

### Die Neustadt 1800 bis 1900
Die Befestigungsanlagen waren um 1800 nicht mehr zeitgemäß; sie wurden abgetragen. Noch wurde der Verlauf der Nord-Süd-Straßen bis 1891 durch den Stadtgraben unterbrochen. Auf dem dann teilweise (westlich der heutigen Schulstraße) zugeschütteten Graben entstanden Grünanlagen sowie Kasernen von um 1890 am Neustadtscontrescarpe u. a. die erhaltene Kaserne IV des Infanterieregiments Bremen.

### Von 1900 bis 1940
Der Teil des Stadtgrabens zwischen der heutigen Schulstraße und dem Buntentor bestand noch bis mindestens 1910, südwestlich davon war eine Trasse komplett freigehalten. Um 1905 wurde hier noch die Anlage eines Kanals geplant. Schließlich wurde der Graben doch zugeschüttet und ein Park angelegt.
Auf der zuvor freigehaltenen Trasse wurde eine neue Straße gebaut (frühestens 1910, spätestens 1914),  die heutige Friedrich-Ebert-Straße.
Die Neustadt weitete sich nun bis zur Neuenlander Straße aus und der Ortsteil Südervorstadt entstand ab 1900 bis 1930. Es entstanden überwiegend Wohnhäuser/Reihenhäuser, die als Bremer Häuser bekannt sind.
Die Grundstücke entlang der Friedrich-Ebert-Straße waren auf einem Plan von 1927 noch als Grünland dargestellt, was zumindest für den südlichen Abschnitt der Straße korrekt war. Hier wurden in den frühen 1930er Jahren zumeist viergeschossige Wohnblocks mit Klinkerfassaden bis hin zur Neuenlander Straße gebaut. Diese für Bremen untypische Bebauung prägt bis heute das Aussehen der Straße.

### Entwicklung seit 1940

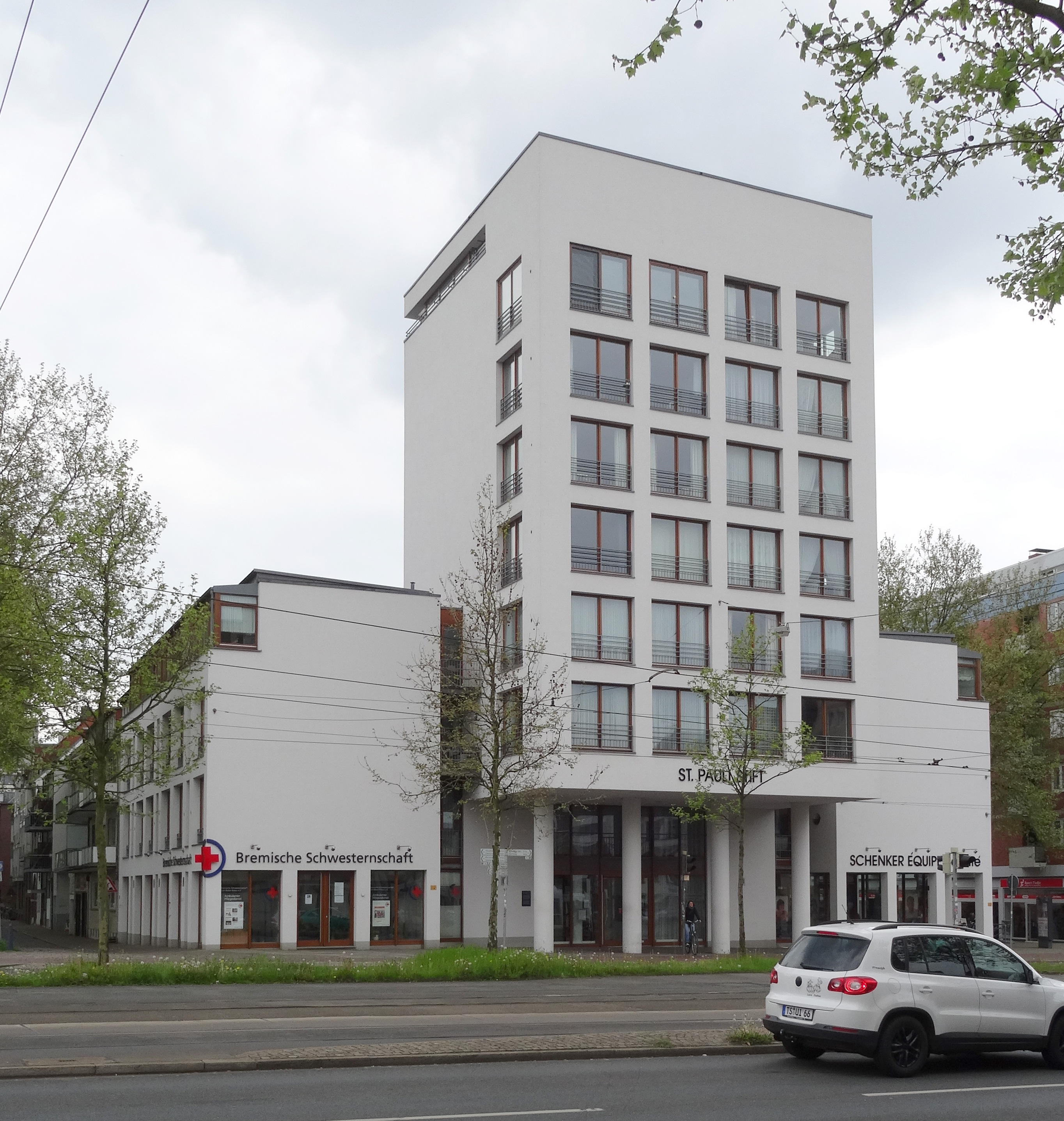
Altenwohnanlage St. Pauli Stift von 1997

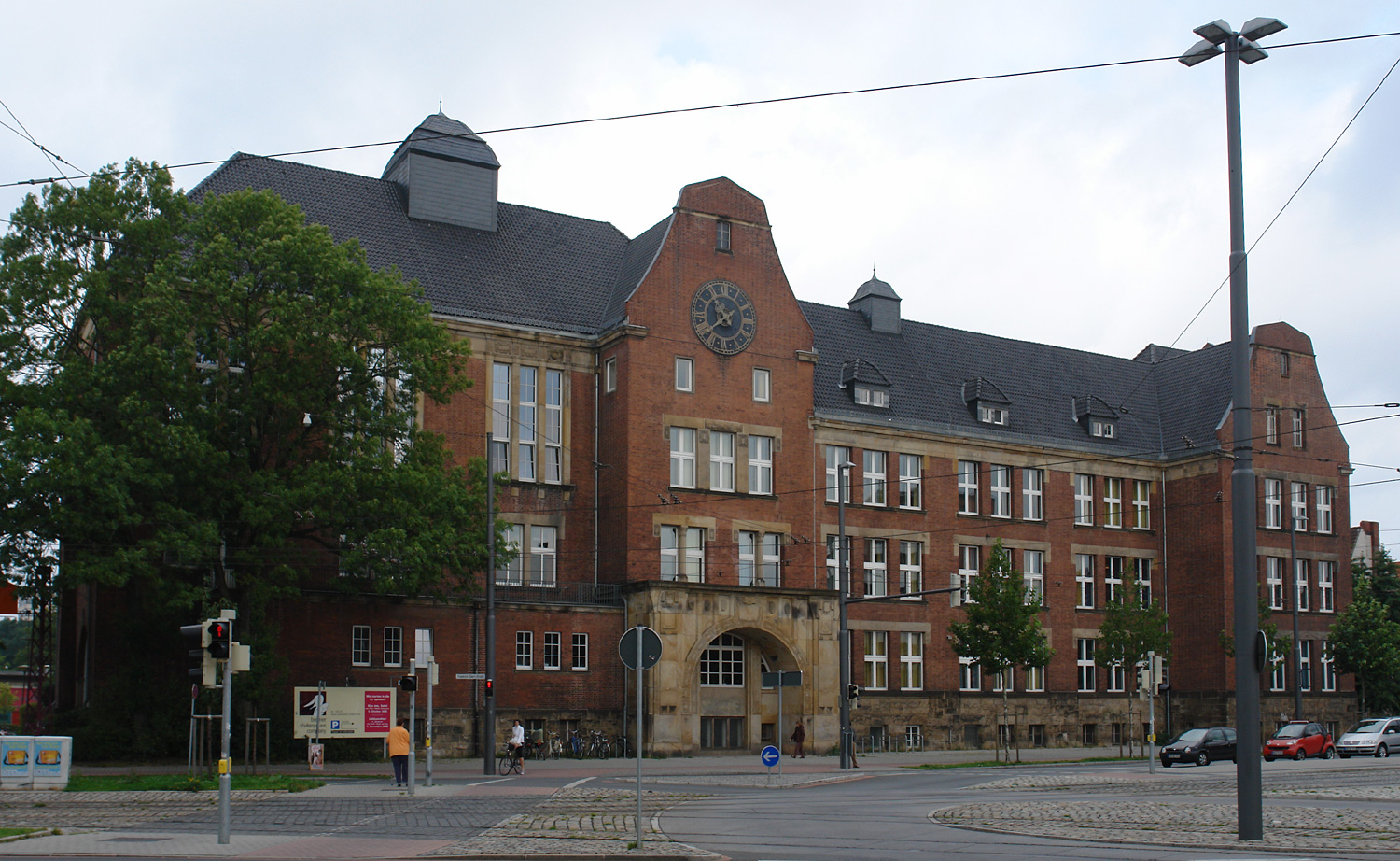
Schule am Leibnizplatz von 1909

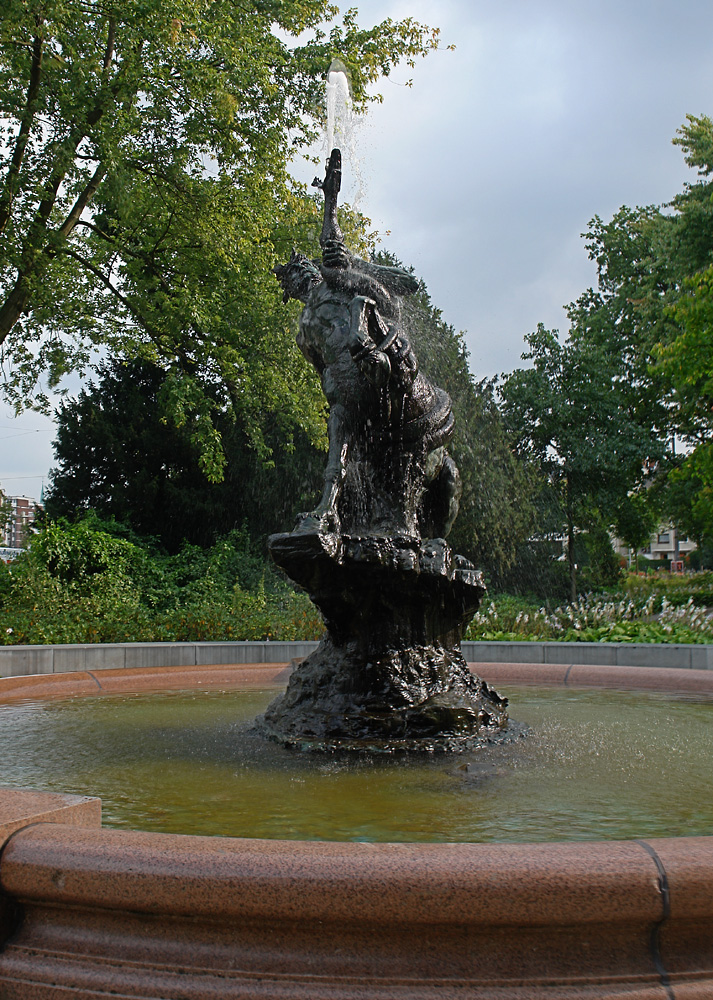
Centaurenbrunnen von 1891

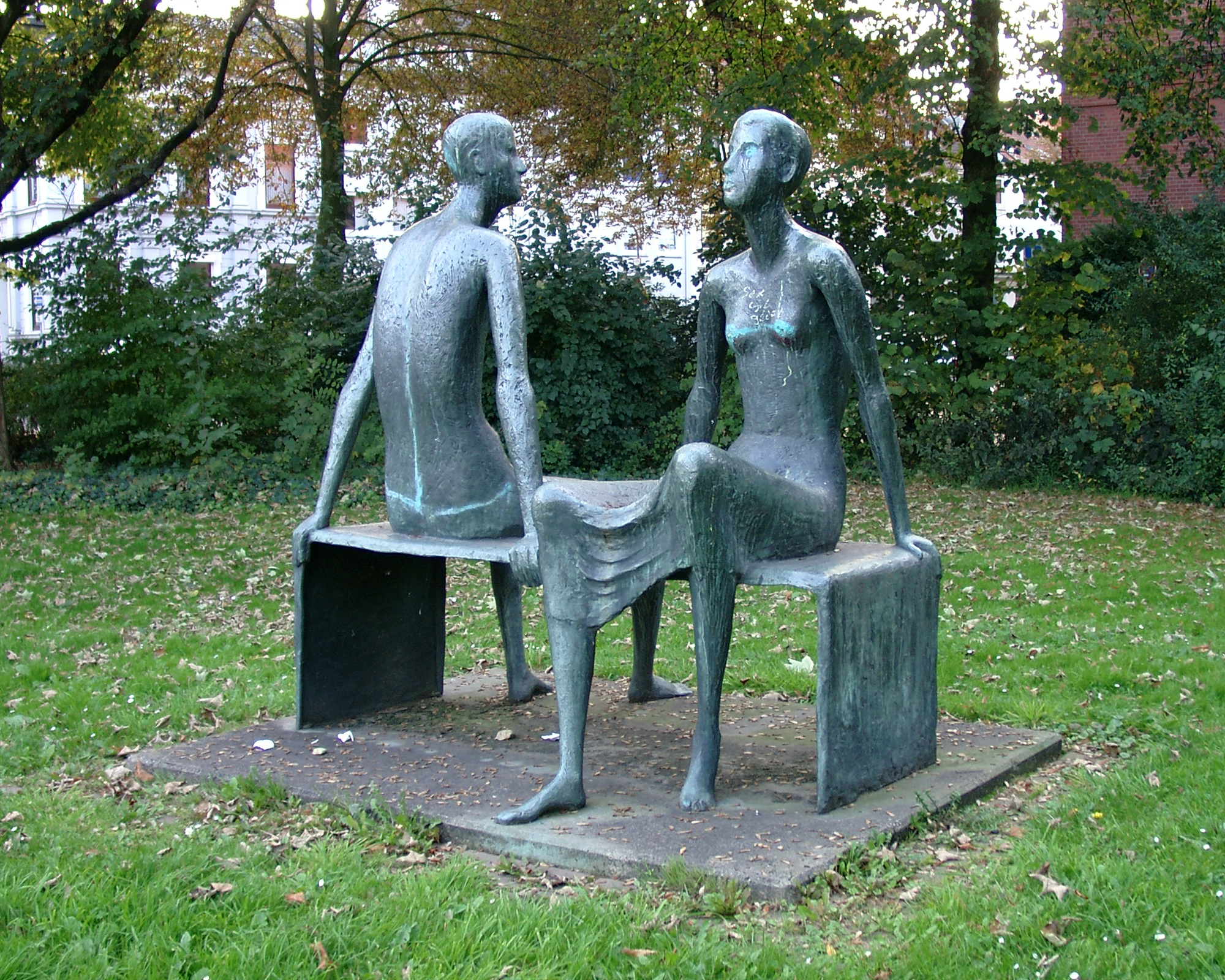
Skulptur Sitzendes Paar von 1973

Im Zweiten Weltkrieg erlitt der wesernahe, nördliche Bereich der Straße Zerstörungen. Die zweite Große Weserbrücke (damals Lüderitzbrücke) über die Weser wurde 1945 zerstört und bis 1947 wieder hergestellt. Die Große Weserbrücke, seit 1980 Wilhelm-Kaisen-Brücke, entstand bis 1960 rund 40 Meter weseraufwärts und ersetzte die alte Brücke. Verändert wurde dadurch der nördliche Straßenanschluss. Die barocke St.-Pauli-Kirche von 1682 an der Osterstraße am Ufer der kleinen Weser wurde 1944 total zerstört. Über dem Grundstück beginnt die Friedrich-Ebert-Straße in der Achse zur Brücke.

### Verkehr
Die erste Pferdebahn in der Neustadt fuhr 1880 vom Bremer Marktplatz über die Große Brücke zum Buntentor. Diese Strecke wurde 1900 elektrifiziert.
Ab 1914 wurde die Straße von der Straßenbahn der Linie 5 befahren, die zunächst an der Gastfeldstraße endete. 1924 wurde sie durch die Pappelstraße verlängert, seit 1934 fahren Straßenbahnen auch durch die gesamte Straße und darüber hinaus bis zum Flughafen.
Seit Januar 1967 wurde der Verkehrsfluss beschleunigt, indem das Linksabbiegen von der Friedrich-Ebert-Straße aus auf dem gesamten Abschnitt zwischen Leibnizplatz und Neuenlander Straße in beiden Richtungen verboten wurde. Die damaligen Straßenbahnhaltestellen Kornstraße und Erlenstraße wurden aufgehoben, und die Haltestelle Neuenlander Straße verlegt zum Schulweg (heute Helene-Kaisen-Weg) und später diese Haltestelle umbenannt in Schleiermacherstraße.
Die Straße wird seit 1998 von der Linie 6 (Universität – Flughafen) der Straßenbahn Bremen befahren, zuvor war es die Linie 5. Nördlich des Leibnizplatzes fährt außerdem die Linie 4 (Lilienthal – Arsten), nördlich der Osterstraße fahren auch die Linien 8 (Huchting – Kulenkampffallee) und die Buslinie 24 (Rablinghausen – Neue Vahr).

## Gebäude und Anlagen
Erwähnenswert sind u. a.:
- Ostecke zum St.-Pauli-Deich: Altenwohnanlage St. Pauli Stift, vier- und siebengeschossiger Putzbau von 1997 nach Plänen von Manfred Schomers und Rainer Schürmann[11]
- Westecke zum Am Deich: 8-gesch. Wohn- und Geschäftshaus über einem Bunker
- Nr. 11–15: 4- gesch. denkmalgeschützte Wohn- und Geschäftshäuser von 1906/07 im Stil der Jahrhundertwende nach Plänen von Friedrich Lüthke in der Häusergruppe Rückertstraße/Osterstraße.
- Schule am Leibnizplatz (Adr.: Schulstraße 24): 3-gesch., denkmalgeschützter Rotsteinbau von 1909 nach Plänen von Baumeister Max Fritzsche von der Hochbauinspektion II im Stil der Jahrhundertwende mit Jugendstilelementen
- Nr. 6 bis 26, gegenüber der Schule: Zweigeschossige Geschäftshäuser (Läden) und ein siebengeschossiges Wohn- und Geschäftshaus von 1963 nach Plänen von Herbert Anker und Gerhard Müller-Menckens, dahinter (Zentaurenstraße) eine sechsgeschossige Wohnanlage mit fünf Gebäuden; alle Gebäude mit Rotsteinfassaden.
- Nr. 101–109 Ecke Neustadtscontrescarpe 44: 3-gesch. neoklassizistischer Putzbau mit Walmdächern von um 1900. Hier war bis um 1973 der Firmensitz der Gebrüder Sie. Seit 1974 waren im nunmehr August-Hagedorn-Haus die Stadtteilbibliothek Neustadt (bis 2004), das Amt für Beiratsangelegenheiten Süd später Ortsamt Neustadt/Woltmershausen (bis um 1988) und das Amt für (Familienhilfe und) Soziale Dienste, Abteilung Süd (bis um 1980) untergebracht. Nach Umbauten wird seit 2010/11 der Gebäudekomplex u. a. als Zentrum des SOS-Kinderdorfes Bremen und wieder vom Ortsamt genutzt. Weiterhin befinden sich nun mehrere Wohnungen im Haus.
- Nr. 152: Drei dreigeschossigen verklinkerten denkmalgeschützte Wohn- und Geschäftshäuser Gastfeldstraße 15 bis 19 in der Formensprache des Backsteinexpressionismus 1925/26 geplant und gebaut von der Bauhütte Hansa[12]
- Nr. 154–172, 155–173 sowie 180–216, 179–215 in den Straßenabschnitten zwischen Pappelstraße/Gastfeldstraße sowie Erlenstraße/Thedinghauser Straße: Vier- bis fünfgeschossige Wohnblocks mit zumeist Klinkerfassaden im Stil der Modernen von 1930/31 der gewerkschaftlichen Wohnungsbaugenossenschaft (Bauhütte Hansa in Bremen, heute GEWOBA) nach Plänen von J.B. Berner und E. Bohne. Es entstanden 465 Wohnungen für sozial minderbemittelte Familien.[13]

Denkmale
- Zentaurenbrunnen von 1890/91; Skulptur vom Bildhauer August Sommer, Sockel von Eduard Gildemeister. Ursprünglich stand der Brunnen Schwachhauser Heerstraße / Bismarckstraße, bis er 1958 in den Grüngürtel am Leibnizplatz versetzt wurde.
- Sitzendes Paar: Die Bronzeskulptur von 1973 stammt von der Bildhauerin Alice Peters-Ohsam und steht Ecke Neustadtscontrescarpe in der Nähe zum Leibnizplatz.